# روبرت ييتس (مالك فريق ناسكار)
روبرت ييتس (بالإنجليزية: Robert Yates)‏ هو مالك فريق ناسكار ‏ أمريكي، ولد في 19 أبريل 1943 في تشارلوت في الولايات المتحدة، وتوفي في 2 أكتوبر 2017 في كورنيليوس في الولايات المتحدة بسبب سرطان الكبد.